# Tobarra
Tobarra é um município da Espanha na província de Albacete, comunidade autónoma de Castilla-La Mancha, de área 321,89 km² com população de 8200 habitantes (2004) e densidade populacional de 24,05 hab/km².

## Demografia
| Variação demográfica do município entre 1991 e 2004 | Variação demográfica do município entre 1991 e 2004 | Variação demográfica do município entre 1991 e 2004 | Variação demográfica do município entre 1991 e 2004 |
| --------------------------------------------------- | --------------------------------------------------- | --------------------------------------------------- | --------------------------------------------------- |
| 1991                                                | 1996                                                | 2001                                                | 2004                                                |
| 7322                                                | 7344                                                | 7607                                                | 7814                                                |